# Марани (Абашский муниципалитет)
Марани (груз. მარანი) — село в Грузии. Находится в Абашском муниципалитете края Самегрело-Верхняя Сванетия. Расположено на Одишской низменности, по правому берегу реки Цхенисцкали (правый приток реки Риони), на высоте 16 м над уровнем моря.
Расстояние до Абаша — 10 км. По результатам переписи 2014 года, в селе проживало 1153 человека.
Основной источник дохода населения — сельское хозяйство. В селе имеется средняя школа.